# Курмыш (Актобе)
Курмы́ш (каз. Құрмыш) — один из самых старых районов Актобе, расположенный на северо-востоке города, на севере граничащий с Западно-Казахстанской ярмаркой, на западе с рынком «Шыгыс», на юге с привокзальным районом, а на востоке с улицей Кенеса Нокина. В районе проживает около 12 тысяч человек.
Район застроен преимущественно одноэтажными жилыми домами и коттеджами. Земля, на которой расположен Курмыш, считается подверженной подтоплению грунтовыми водами.
Существует несколько версий происхождения названия района. По одной из них, в 1890—1900-е годы в этом отдалённом районе были выделены земли для украинских переселенцев, а на украинском слово «курмыш» означает «отдалено от всего». По другой же версии, в этом районе проживали казахи-кузнецы, одного из которых звали Курмыс (каз. Құрмыс), и впоследствии его именем стали называть весь район.Есть ещё одна версия, и она наиболее раскрывает название этого района : первыми поселенцами в этом районе стала семья, приехавшая из уездного городка Курмыш Нижегородской губернии.

В 2014 году был построен мост, соединяющий район Курмыш и 11-й микрорайон, который должен был разгрузить дорогу в районе автовокзала. Длина моста составила 453 метра.